# PDF417条码

条码例子

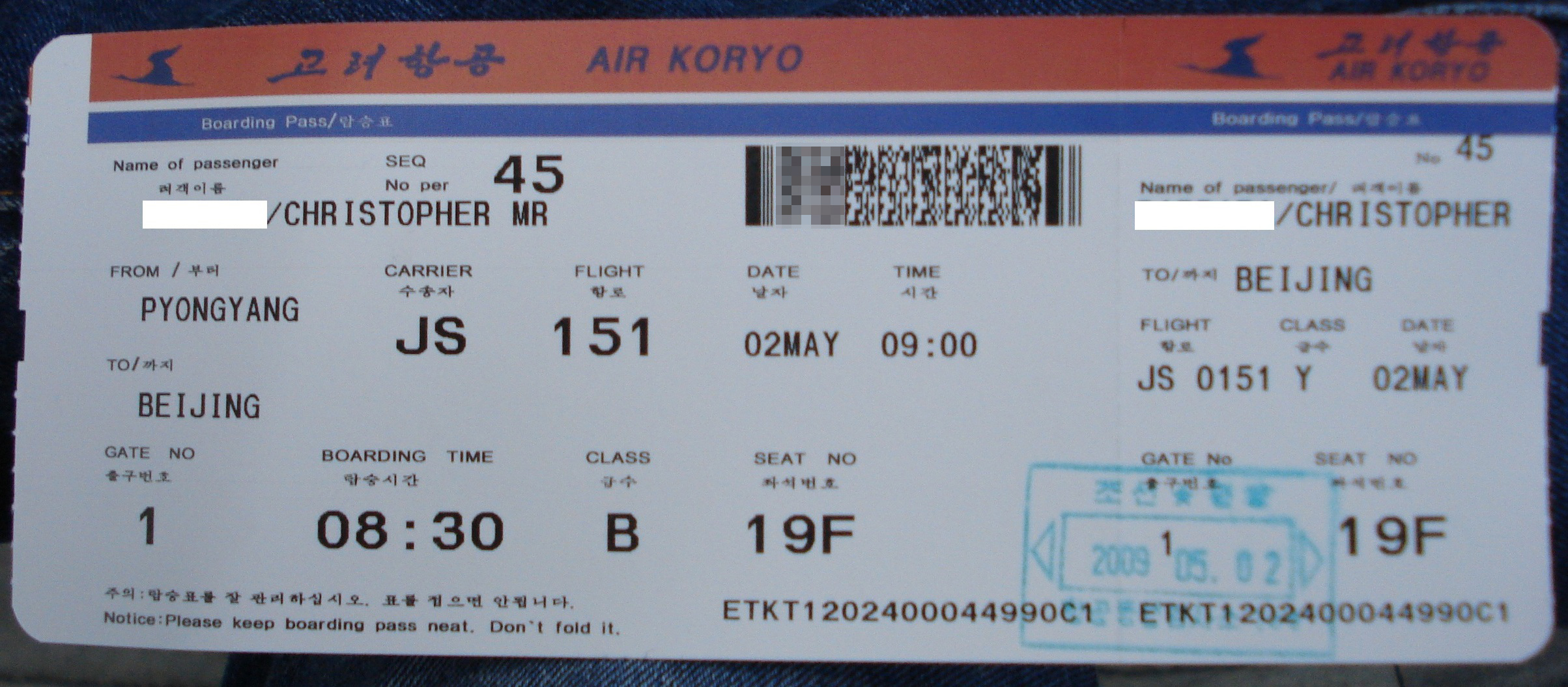
使用IATA標準PDF417條碼的高麗航空新型電腦化登機證

PDF417条码是二维码的一种。PDF417条码是一种高密度、高信息含量的便携式数据文件，是实现证件及卡片等大容量、高可靠性信息自动存储、携带并可用机器自动识读的理想手段。可以用传统的线性扫码器（linear scanner）识别；而二维码需要图像传感器成像才能识别。
PDF417编码 由3到90行组成，每一行都类似于小的线性编码，并有如下内容：
1. 分割区：这个区域包含了编码开始前的空格
2. [起始标识]PDF417起始识别编码
3. [数据左标]本行的设定信息（如行号，纠错等级）
4. [数据]1到30个数据码字：码字是一组代表一个或多个字符的小黑条和空格
5. [数据右标]包含本行的其他信息
6. [结束标识]
7. 分割区（quiet zone）：在条码上下左右都要有空白区域。

每行都是同样的宽度，每行都有同样数量的码字。每个PDF417的码字（code word）的长度都为17个单位，包含了长度不等的4个黑色区域（bar）与4个白色区域（space），单个区域的长度不得超过6个单位。故得名417。标准规定，宽度单位的下限为0.0075英寸（约0.191毫米）。每个码字基于929编码，即码值为0-928。每个码字以bar开始，以space结束。有三套不同的码字编码，称作clusters，分别标记为0，3，6。各行依次采用一套cluster，依次循环，即：第1行使用cluster 0， 第2行使用cluster 3， 第3行使用cluster 6， 第4行又使用cluster 0，依次类推。
PDF417是台湾赴美王寅君（Wang, Ynjiun P.）博士于1992年底在美国符号科技公司（Symbol Technologies, Inc.）发明。现收录入ISO 15438国际标准。